# Brachynervus confusus
Brachynervus confusus är en stekelart som beskrevs av Ian D. Gauld 1976. Brachynervus confusus ingår i släktet Brachynervus och familjen brokparasitsteklar. Inga underarter finns listade.